# رودي فينك
رودي فينك (بالألمانية: Rudi Fink)‏ (مواليد 6 يونيو 1958) هو ملاكم ألماني شرقي، مثّل بلاده في الألعاب الأولمبية الصيفية 1980.

## روابط خارجية
رودي فينك على موقع أوليمبيديا (الإنجليزية)